# L'Honneur de servir Riga !
L'honneur de servir Riga ! (en letton : Gods kalpot Rīgai!, GKR) est un parti politique letton fondé en mars 2012. Son leader est Andris Ameriks. Le noyau du parti se composait initialement de 20 personnes, dont 12 étaient membres du conseil municipal dissous du LPP/LC de Riga. Oļegs Burovs (lv), membre de la formation, a été le maire de Riga en 2019 et 2020, tandis qu'Andris Ameriks a été le vice-président du conseil municipal de Riga pendant longtemps avant cela.

## Présentation
En décembre 2018, le parti comptait 605 membres.
La seule représentante du parti au sein de la Saeima (parlement de la république de Lettonie) était Jūlija Stepaņenko, qui a été élue lors des 12e et 13e législature de la Saeima sous l'étiquette de Saskaņa et qui siège en tant que députée indépendante dans la Saeima actuelle. Le 21 février 2020, Jūlija Stepaņenko, et cinq membres du conseil municipal de Riga, ont démissionné du parti.